# Xanthopimpla edentangula
Xanthopimpla edentangula är en stekelart som beskrevs av Per Abraham Roman 1913. Xanthopimpla edentangula ingår i släktet Xanthopimpla och familjen brokparasitsteklar.

## Underarter
Arten delas in i följande underarter:
- X. e. perflava
- X. e. fuscicornis